# Tannage

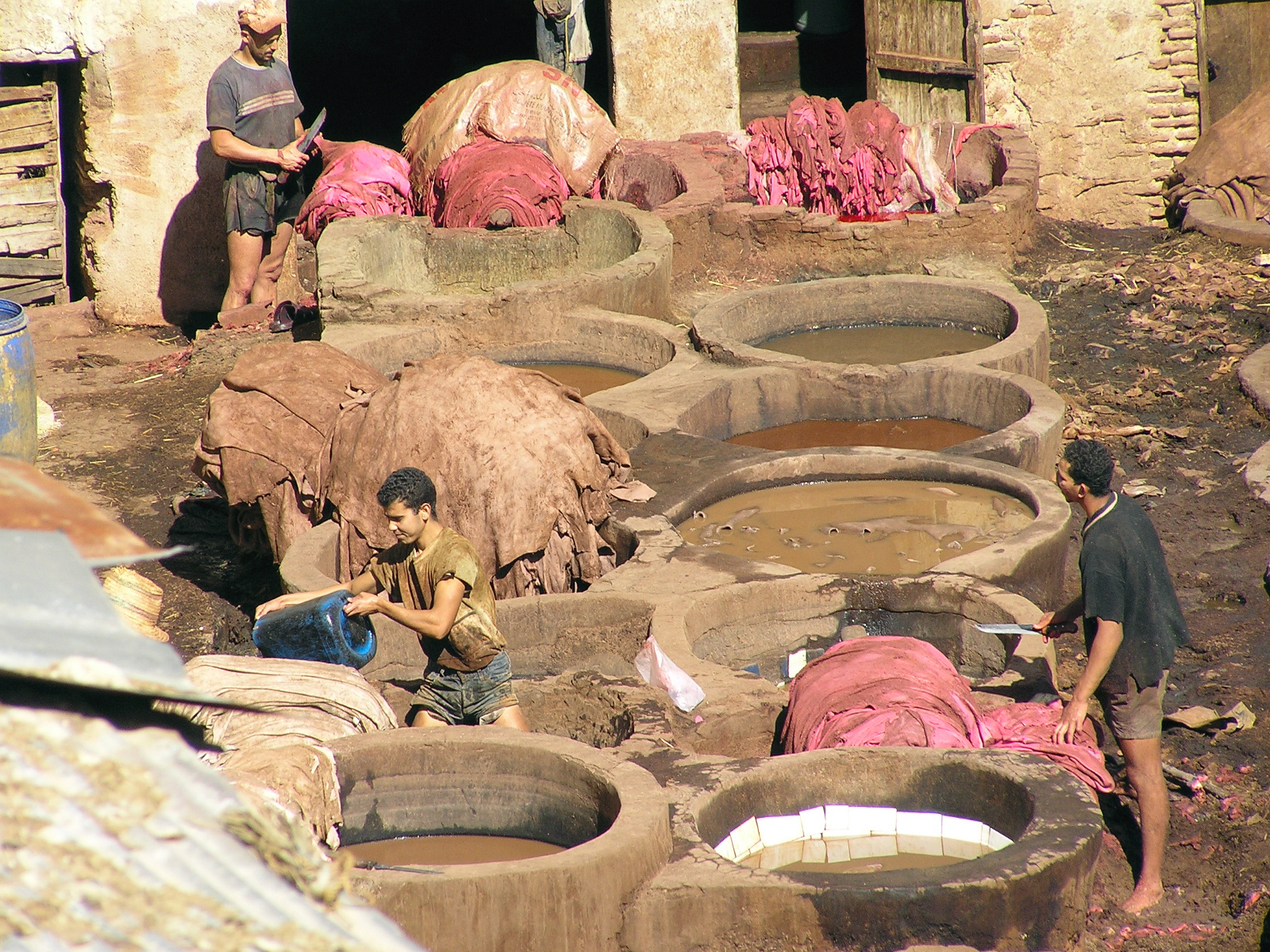
Tannerie à Fès (Maroc).

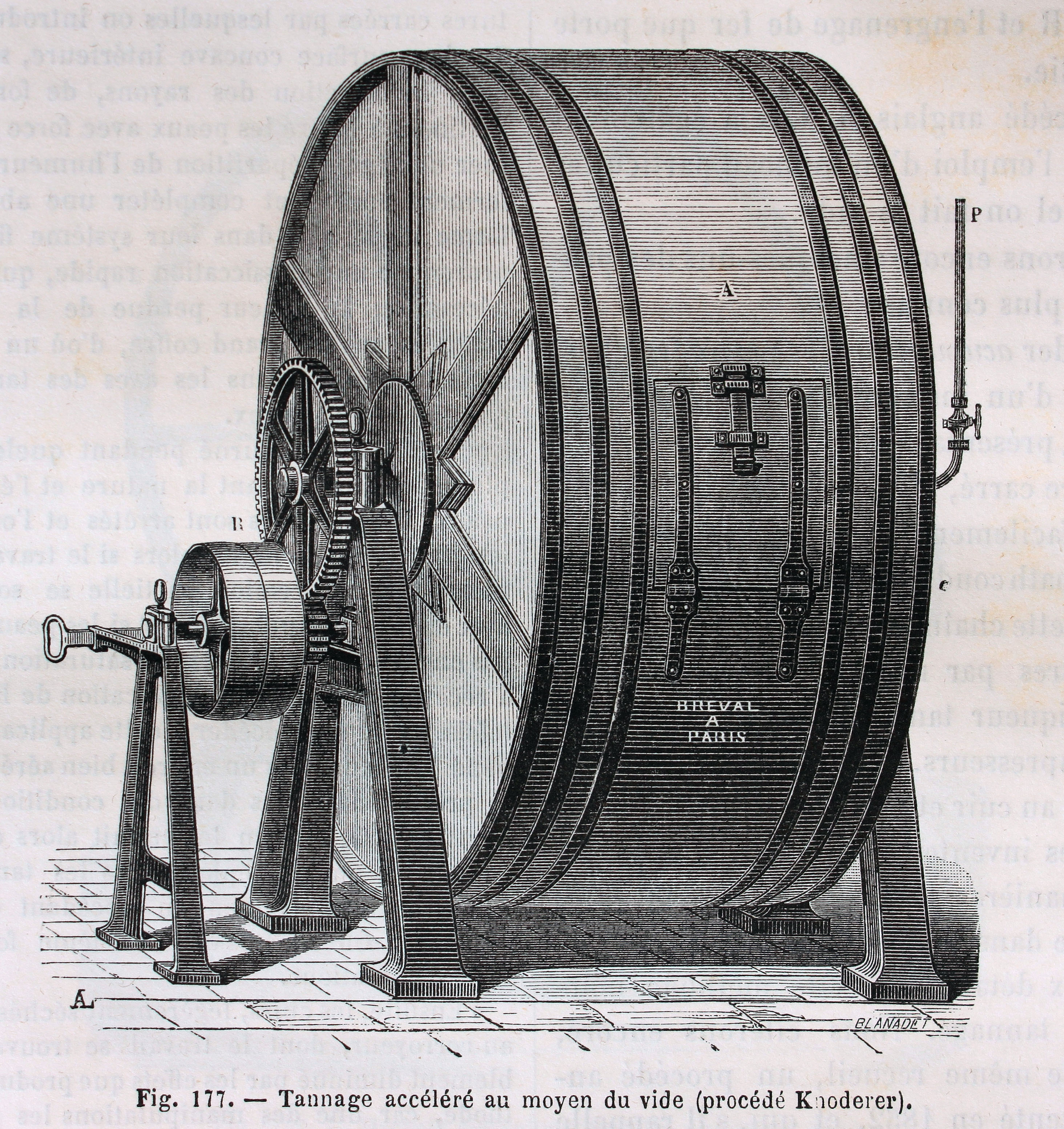
Machine de tannage en 1873.

Le tannage ou tanage est un procédé chimique consistant à établir des liaisons entre les fibres de collagène de peaux pour les transformer en cuir, ce qui confère à ce dernier une résistance à l'eau, à la chaleur et à l'abrasion, ainsi qu'une plus ou moins grande souplesse ou fermeté selon le type de cuir recherché. Cette opération se fait dans des tanneries. L'artisan qui pratique le tannage s'appelle un tanneur.
Le tannage désigne aussi la sclérotinisation, un processus naturel d'induration qui rigidifie le tégument des Arthropodes (appelé cuticule) grâce à la formation de liaisons entre des tannins (polyphénols) et des protéines cuticulaires (matrice protéique d'arthropodines (de) associée aux fibrilles de chitine), rendant hydrophobe l'enveloppe externe des insectes, ce qui limite leurs pertes en eau et contribue à faire d'eux les premiers animaux à être sortis des eaux, alors que la fine cuticule branchiale des crustacés joue un rôle dans l'osmorégulation. Le tannage grâce à des tannins exogènes et endogènes (autotannage ou autotanage) fait notamment intervenir des polyphénol oxydases (oxydation des phénols en quinones qui relient la matrice de chitine à une protéine tannée, la sclérotine), enzymes responsables du brunissement de la cuticule par la présence de cette sclérotine dont la couleur brune provient notamment de la polymérisation oxydative en mélanine des quinones en excès.

## Histoire du tannage
Les humains ont très rapidement dû se rendre compte de l'utilité qu’offraient les animaux qu'ils tuaient ; en effet, ils ne chassaient pas seulement pour se nourrir mais également pour se vêtir afin de pouvoir se protéger des diverses intempéries.
Les premières traces d’utilisation du tannage se retrouvent chez l'homme de Néandertal[réf. nécessaire], c’est-à-dire il y a environ 50 000 ans : il utilisa la peau des animaux pour se couvrir mais également construire des habitats ou de quoi se chausser par exemple. Les outils et méthodes utilisés étaient encore assez archaïques et seul le fumage permettait de conserver la matière au maximum. Malgré les nombreuses contraintes, le tannage est de plus en plus utilisé.
C’est lors de l'apparition du tannage à huile que les procédés vont s'améliorer, il y a environ 9 000 ans. Le fait d'utiliser des matières dites « grasses » donnait un cuir plus souple et davantage résistant à l'eau. On retrouve déjà à cette époque des objets comme des chaussures ou des ceintures mais également des jarretières. Il est à préciser qu'aujourd'hui encore, on utilise cette technique (avec certes d'autres types de matière grasse, mais cela démontre l'importance de cette technique qui a su perdurer à travers les âges).
Par la suite, l'apport de différentes civilisations va contribuer à l'essor du tannage. En premier lieu, les Égyptiens qui utilisèrent le tannage dans la construction de tombeaux, par exemple pour le tombeau de Toutânkhamon, mais également un ensemble d'objets que l'on glissait à l'intérieur de la tombe (carquois ou siège par exemple). Par la suite, c'est en Mésopotamie que l'on va assister à l'apparition des premières armures de cuir, soit vers 3 000 av. J.-C. A cette même période, les Mehrgarh au Pakistan utilisent le travail du cuir pour « l'appliquer » à leurs bateaux. Les Sumériens trouvent une autre utilisation militaire du cuir en l'appliquant sur les roues des chars. Enfin les Grecs et les Romains contribuent au développement du tannage et cette fois-ci de manière plus industrielle avec notamment l'utilisation de grandes cuves pour travailler le cuir, ce qui accroît le développement du tannage.
C’est en 1160 que l'on va voir arriver les corporations du cuir, c’est-à-dire des corps de métiers définis autour du tannage. On retrouvera même des quartiers délimités dans certaines villes, où ils pourront travailler le cuir. Ces corporations vont permettre ainsi le développement du cuir à plus grande échelle et aujourd'hui encore, on retrouve cet héritage dans de nombreuses villes où des rues portent le nom de « rue des tanneurs » (par exemple : quai des Tanneurs à Dole). Ces quartiers délimités étaient souvent à l’écart de la ville car les anciennes méthodes étaient considérées comme trop nocives et toxiques pour l’homme, entre les utilisations d'excréments et de graisse qui, par les différents canaux, étaient considérés comme « odorants » ou « nauséabonds ». Le tannage était ainsi relégué dans les faubourgs ou aux alentours de la ville,, en aval des cours d'eau qui traversaient celle-ci afin que les rejets de tanneries ne soient pas charriés par l'eau dans la ville.
Le XIXe siècle marque un tournant pour le tannage : la découverte par des scientifiques de la solution de chrome (Cr III) en 1840 va permettre le tannage au chrome qui est plus rapide, plus efficace et moins coûteux. La première application du tannage au chrome arrivera au début XXe siècle mais 1840 marque le début d'une nouvelle ère avec le premier brevet lié à une technique de tannage ; il faut aussi l'apparition de nouveaux outils en cuir qui vont être adoptés rapidement par l’industrie[réf. nécessaire]. Avec cet apport, le développement de l’industrie va permettre l’expansion de ces usines dans lesquelles des milliers d'ouvriers français vont travailler dans la deuxième partie du XIXe siècle.
Au début du XXe siècle dans les tanneries, le développement de l'utilisation du chrome appliqué au tannage et la démocratisation de l'industrie vont créer une nouvelle dynamique. On va assister à l'essor des grandes industries de tannage et indirectement, à la disparition de la quasi-totalité des petites entreprises de tannage (« ateliers-familiaux »),.

## Les diverses méthodes de tannage
Les différentes méthodes de tannage sont :
- Tannage végétal utilisé pour les cuirs en semelle, bourrelleries, selleries, maroquineries, chaussures, etc.
- Tannage à l'aldéhyde
- Tannage à l'alun
- Tannage à l'écorce de chêne ou de saule
- Tannage à l'extrait
- Tannage à l'huile
- Tannage à la fumée
- Tannage à la quinone
- Tannage à la silice
- Tannage à sec
- Tannage adouci
- Tannage au chrome
- Tannage au fer
- Tannage au formaldéhyde
- Tannage au soufre
- Tannage au sulfochlorure
- Tannage au syntan
- Tannage au zirconium
- Tannage aux alcools gras sulfatés
- Tannage aux phospholipides
- Tannage aux polyacides
- Tannage aux polyphosphates
- Tannage aux résines
- Tannage combiné utilisé pour certaines peaux, surtout celles destinées à l'équipement et l'ameublement
- Tannage en fosse
- Tannage en milieu solvant
- Tannage en sac
- Tannage gonflant
- Tannage mégi
- Tannage minéral
- Tannage mort
- Tannage par condensation
- Tannage par électro-osmose
- Tannage par polymérisation
- Tannage rapide
- Tannage semi-chrome
- Tannage végétal mixte

### Le tannage au chrome
Le tannage au chrome a été appliqué industriellement à partir du XXe siècle. Ce type de tannage a dépassé les autres méthodes de transformation de peau principalement celle du tannage végétal. L’avantage de ce procédé consiste essentiellement dans la rapidité de son exécution. En effet, en utilisant cette méthode, la transformation de la peau dure au maximum 24 heures.
Tout d’abord, la peau en tripe est acidifiée dans un volume de 8 à 10 % de sel marin ; il faut rajouter ensuite de l’acide sulfurique. L’étape de l’acidification permet aux sels de chrome de pénétrer dans toute la peau. À la suite de cette étape, le sulfate de chrome basique est ajouté sous forme liquide ou bien sous forme de poudre. Après une à deux heures d’agitation, on ajoute du carbonate de sodium afin de neutraliser l’acidité. La neutralisation se fait progressivement car une addition brutale de carbonate peut causer une altération du produit final.
La durée du tannage dépend du type de la peau. En effet, elle est de 7 à 8 heures pour les peaux de moutons, chèvres et veaux et est de 14 à 18 heures pour les bovidés.
Le tannage au chrome est parmi les plus répandus actuellement car plus rapide. Cependant, il convient de préciser que cet élément métallique est toxique et source de pollution si les déchets de production ne sont pas retraités convenablement. En outre, il peut provoquer des réactions allergiques de plus en plus dénoncées par les associations de consommateurs. Cette production au Bangladesh, polluante, est décriée.

### Le tannage végétal

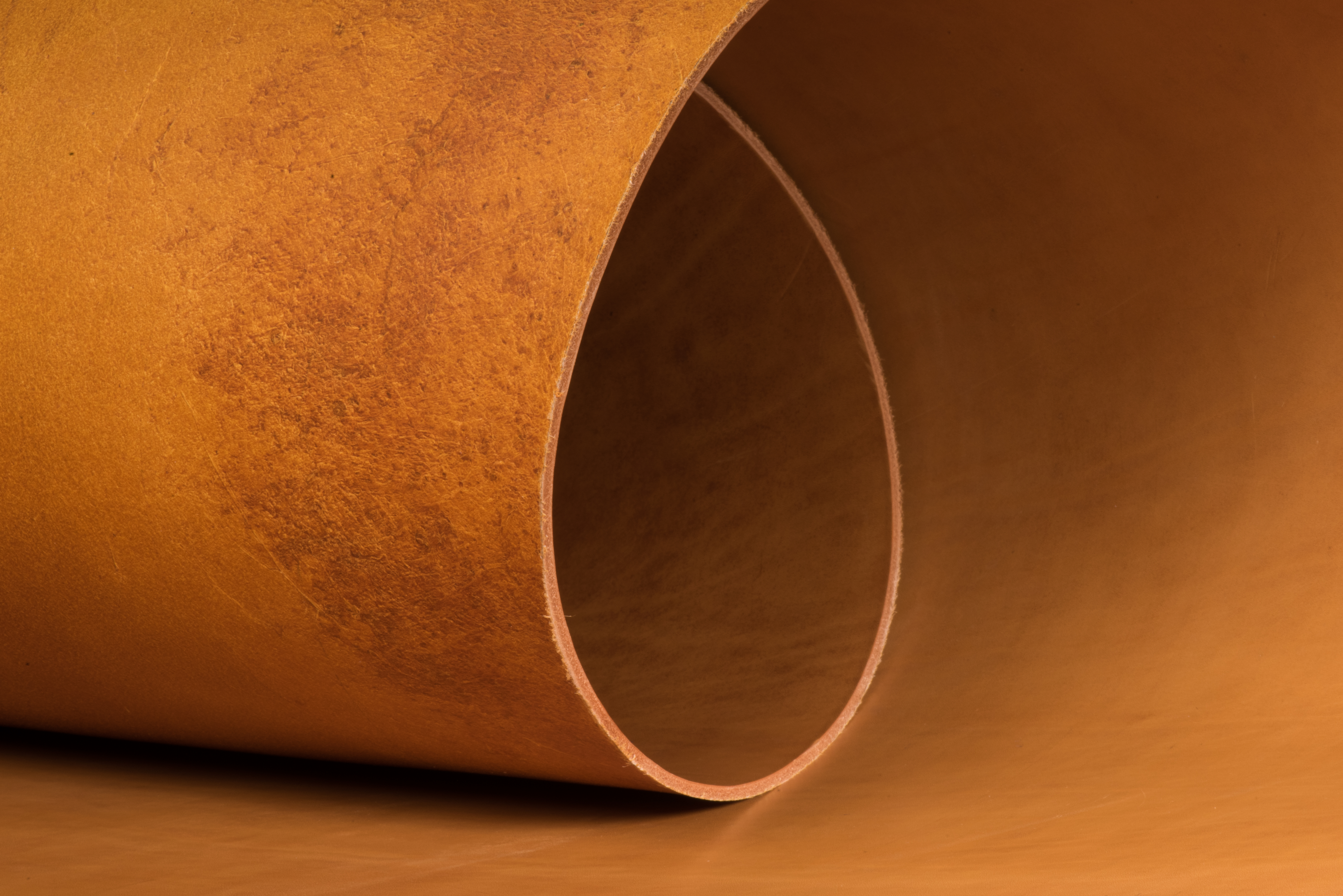
Cuir pleine fleur au tannage végétal de la tannerie Radermecker en Belgique.

Le tannage végétal fut le premier moyen utilisé par l’Homme dans le but de rendre la peau imputrescible, résistante à l’eau chaude et souple. Ce type de tannage utilise des tanins végétaux issus des plantes. Ces tanins végétaux, grâce à leur richesse en groupements ions hydroxyde (OH), se lient facilement à la peau animale et la rendent ainsi moins soluble dans l’eau, plus résistante et plus flexible. Les tanins végétaux sont séparés en deux familles : tanins pyrogalliques et tanins condensés. Ces tanins végétaux incorporés au cuir se présentent sous la forme d'une poudre d'extraits végétaux (châtaignier, mimosa).

### Procédés alternatifs
À cause du fort impact de l'usage du chrome sur l'environnement, de nouveaux procédés de tannage sont recherchés. Une première solution pourrait être de réduire la quantité de chrome employé soit en augmentant son absorption à partir d'agents tannants spécifiques, soit en le récupérant et le recyclant,. Le traitement des eaux effluentes issues du procédé de tannage au chrome est une autre piste. D'un autre côté, on pourrait remplacer le chrome par un autre sel métallique comme le titane, le zirconium, le cuivre ou la silice. Des systèmes mixtes de tannage peuvent être aussi employés avec l'aluminium, notamment le tannage végétal-aluminium, aluminium-zinc, et aluminium-silice.

## Les étapes du tannage

### Stockage des peaux et atelier de rivière

#### Tri
Une première étape à la réception des peaux consiste à trier en fonction de plusieurs critères qui peuvent être le sexe des animaux, la taille, le poids ou la qualité.

#### Rognage
Souvent réalisé pendant le tri, le rognage consiste à éliminer certaines parties des peaux brutes comme les pattes et les mamelles. Cette étape est réalisée en abattoir ou en tannerie.

#### Conservation des peaux et stockage
Afin d’éviter la dégradation des peaux entre leur dépouillage et l’atelier de rivière, un traitement de conservation est appliqué.
Le traitement pour une conservation de long terme (six mois) consiste en divers procédés : salage, saumurage, séchage et séchage au sel. Pour une conservation de court terme (deux à cinq jours), les procédés de traitement sont principalement la réfrigération par entreposage frigorifique ou avec de la glace pilée. Ces traitements peuvent être réalisés dans une entreprise de collecte des peaux ou dans une tannerie,.

#### Reverdissage ou travail de rivière
Cette étape communément appelée la trempe consiste à nettoyer les peaux, les dessaler et les réhydrater. Les peaux vont tremper dans un volume d’eau d’environ 5 fois leur poids, auquel s’ajoute un antiseptique. Ces bains permettent d’éviter la putréfaction et la dégradation de la fleur et des fibres de la peau dans la cuve. Traditionnellement, les peaux sont laissées à tremper dans l’eau, directement dans le lit de la rivière ou bien dans de grandes cuves où l’eau est renouvelée régulièrement.

#### Épilage et pelanage
Le but de cette étape est d’éliminer les poils. Le dépilage est réalisé par produits chimiques qui détruisent l’épiderme de surface et la kératine. Le pelanage dégrade légèrement les fibres afin de rendre les peaux plus réceptives aux futurs traitements du tannage,.

#### Écharnage
L’écharnage est une étape qui consiste à éliminer tous les tissus sous-cutanés à l’aide d’une machine appelée écharneuse.

### Opération de tannage

#### Déchaulage
Cette étape a pour objectif de réduire le pH des peaux. Les peaux sont trempées dans des cuves remplies d’eau et d'un produit chimique de déchaulage.

#### Confitage et picklage
Le confitage dégrade partiellement les protéines non-collagéniques au moyen d’enzymes afin de détendre la structure de la peau.
Le picklage a pour objectif de réduire le pH des peaux avant un tannage minéral et certains tannages organiques (tannage au chrome, tannage végétal),.

#### Tannage
Le tannage est l’étape-clé qui consiste à déshydrater les peaux putrescibles et à y fixer des agents chimiques ou agents tannants afin de rendre les peaux imputrescibles et résistantes. Les agents tannants utilisés peuvent être classés en 3 catégories :
- minérale
- végétale
- autres agents tannants,

sachant que les agents tannants majoritairement utilisés sont les agents tannants au chrome ou végétal,.
La méthode traditionnelle de tannage consiste à mettre à tremper les peaux dans plusieurs cuves successives contenant un tanin comme le jus d’écorce de plus en plus concentré : c’est l’étape de la brasserie. Par la suite, les peaux sont à nouveau immergées dans des cuves enterrées, en alternant les couches de tan frais. Enfin, la quantité de tan est encore augmentée avec la phase de séjour en fosse pendant une durée de 8 à 12 mois. Une fois séchées à l’air libre, les peaux sont aplaties avec des outils.

#### Égouttage, essorage et mise au vent
Après l’étape de tannage, les cuirs sont égouttés et rincés. Les cuirs sont ensuite essorés ou mis à plat sur un chevalet ou de grandes vitres pendant plusieurs heures. La mise au vent permet d’étirer le cuir à l’aide d’une machine,.

#### Refendage et  dérayage
Le refendage a pour objectif d’obtenir l’épaisseur voulue, en divisant le cuir en plusieurs épaisseurs. Le dérayage survient après ; il permet d’égaliser l’épaisseur du cuir en éliminant des copeaux de chair,,

### Corroyage et finissage
Afin de rendre le cuir utilisable pour la fabrication d’objets divers, il faut passer par une série d’opérations avant et après le séchage. Cette phase est appelée le corroyage et le finissage 
Le corroyage et le finissage ont pour but de transformer le cuir en cuir fini. Il existe de nombreuses opérations, lesquelles peuvent être classées en trois familles : 
- les opérations mécaniques
- les opérations chimiques
- le séchage

#### Opération mécanique

##### sur le cuir humide
L’essorage : cette opération permet d’éliminer une grande proportion d’eau dans le cuir. L’essorage peut se faire soit à l’aide d’une presse soit à l’aide des machines à cylindres de feutre.
Le refendage : lors de cette opération, on sépare le cuir en deux feuilles, l’une portant sur le côté fleur d’épaisseur uniforme et l’autre partie correspond au côté chair (appelée également croûte). Cette opération permet ainsi d’égaliser le cuir en épaisseur.
Le dérayage : le dérayage permet d’éliminer les excès du cuir appelés dérayures.
La mise au vent : consiste à étirer le cuir afin de lui donner une surface plane.
Le retenage : il s’agit d’une deuxième mise au vent exécutée sur le cuir à demi sec. Cette opération concerne principalement le cuir issu du tannage végétal.

##### sur le cuir après séchage
Le battage et le cylindrage : ces opérations permettent de donner au cuir plus au moins de fermeté. Pour le battage, on utilise une machine « marteau » afin de donner des cuirs fermes. Le cylindrage exécuté avec un « cylindre » permet de donner des cuirs plus flexibles.
Ces opérations concernent les cuirs à semelles.
- le palissonnage : cette opération est pratiquée à l’aide d’un « palisson ». Elle consiste à étirer le cuir afin de l’assouplir.
- le meulage ou le ponçage : il permet de modifier l’aspect des surfaces du cuir.
- le lissage-repassage-satinage : ces opérations sont effectuées sur le côté chair du cuir. Elles permettent de rendre cette surface lisse et brillante.
- le liégeage : cette opération consiste à faire rouler le cuir sur un pli afin de le rendre plus souple. :
- l’impression : elle permet d’imprimer des grains artificiels au moyen d’une plaque gravée.

#### Opération chimique
La teinture : il s’agit de colorer le cuir en utilisant des colorants chimiques.
La nourriture : consiste à faire absorber au cuir des quantités de matières grasses afin de conserver la souplesse du cuir.
Le finissage : cette opération permet de donner à la surface du cuir un aspect brillant et de lui assurer une bonne résistance à l’eau. Le finissage a pour but d’uniformiser les cuirs issus de la production.

## Dans une tannerie duXIXesiècle
Les peaux apportées fraîches ou en vert, ou préalablement salées et séchées dans les établissements de tannerie, sont immédiatement soumises soit à un traitement par la chaux, soit à l'action de la vapeur ou d'un courant d'eau chaude soit, enfin, à l'action de l'eau courante ; après quoi les poils sont enlevés facilement par le grattage. Cette première partie des opérations, que facilite le voisinage d'un cours d'eau, est désignée sous le nom de travail de rivière et explique la localisation de la plupart des tanneries. Il peut cependant se faire sans difficulté dans l'intérieur d'établissements. Le cuir ainsi préparé est soumis au tannage soit par la mise en couches des peaux et du tan ou écorce de chêne broyé, soit par l'action de l'alun. À ces opérations longues et prolongées succèdent le séchage et le graissage à l'aide de suif fondu ou d'huile de dégras. Les manipulations du corroyeur et des maroquiniers qui mettent les peaux plus ou moins finement préparées en état d'être travaillées sont moins compliquées et consistent surtout dans l'humectation, le battage, le graissage et la teinture des cuirs.

## Le tannage des voiles
À bord des navires, voiles et cordages étaient également tannés afin de lutter contre la pourriture des textiles, qu'il s'agisse de lin, de chanvre ou de coton. En France, cette opération fut longtemps effectuée à base de tan, écorce de chêne moulue et longuement bouillie. Dans le Golfe du Morbihan, connu pour ses voiles rouges, on utilisait de l'écorce de pin pilée. À partir de la fin du XIXe siècle, le tan à base d'écorces locales est remplacé par le cachou, qui provient de l'Areca catechu, un bois exotique, ce qui donna aux voiles leur couleur rouge brun longtemps si caractéristique. À Douarnenez, par exemple, les marins en utilisaient une dose plus forte que dans les autres ports, ce qui expliquait la couleur plus sombre des voiles des bateaux de ce port. Des tannages mixtes à base, par exemple, de tan et d'ocre mêlés ou utilisant divers produits locaux, selon les endroits, étaient aussi pratiqués.
Les petites voiles étaient tannées directement dans de grandes cuves qui appartenaient généralement au bistrot où l'équipage faisait escale. Les plus grandes voiles étaient enduites au balai sur le quai ou sur les dunes. Progressivement, après la Première Guerre mondiale, le cachou fut remplacé par de la poudre d'ocre additionnée parfois d'huile de lin, ce qui donna aux voiles une couleur brique intense et un aspect velouté.

## Impact du tannage

### Aspect économique
Aujourd’hui, le tannage au chrome est le procédé permettant une rentabilité plus élevée ainsi qu’un gain de temps.
Ces dernières années, les usines de tanneries ont de plus en plus délocalisé leurs sites de fabrication afin de minimiser leurs coûts de production et d’éviter les contraintes environnementales qui sont moins strictes dans les pays en développement.

### Aspect environnemental
Les tanneries relèvent de plusieurs préoccupations environnementales telles que les eaux résiduelles, les déchets solides, la pollution de l’air, la protection des sols et les aspects relatifs à la santé et à la sécurité. Les substances rejetées par les tanneries peuvent être des substances toxiques, persistantes ou nocives selon le processus de tannages choisi.
Parmi les différents moyens de production, le processus de tannage au chrome est le plus polluant. Par exemple, à Kanpur en Inde, environ 80 % de l’eau utilisée n’est pas traitée et est directement rejetée dans la principale source d’eau de la ville. Cela entraîne une pollution des terres agricoles d’eau bleue, de chrome III (trivalent), de plomb ou bien d’arsenic. Cela affecte aussi les élevages et la population locale qui accèdent à cette eau.

### Aspect social
Lors de son usage dans le processus de tannage, le chrome III (trivalent) peut sous certaines contraintes se transformer en chrome VI (hexavalent). Cette composante devient alors cancérogène et donc dangereuse pour l’homme.
Selon son mode d’exposition, le chrome hexavalent peut causer différentes maladies.
Exposition par voie respiratoire :
- Irritation de la muqueuse nasale ;
- Asthme ;
- Toux ;
- Essoufflement ;
- Respiration sifflante ;
- Développement d’une allergie au chrome ;
- Cancer des poumons, nasaux, des sinus.

Exposition par voie orale :
- Problème gastro-intestinaux :
  - Ulcérations buccales ;
  - Douleurs abdominales ;
  - Vomissements.

- Hématologiques :
  - Anémies ;
  - Leucocytose[26].

D’autres produits toxiques utilisés dans le tannage peuvent être relevés. Parmi eux, nous trouvons :
- Le méthyl d’isothiazolinone ;
- L’anthracène ;
- L’arsenic ;
- Le formaldéhyde.

Ces différents éléments peuvent engendrer des pathologies telles que l’asthme, des problèmes de vues, des problèmes de peau tels que des dermatites, de l’urticaire, de l'eczéma, des problèmes de reins, de foie ou bien de poumons. Certaines de ces substances peuvent aussi être cancérogènes.

## À part cela
Au XIXe siècle, l'ouvrage du chimiste allemand Sigismund Hermbstädt, Principes du tannage du cuir (1806), rapporta plus de royalties à son auteur que le Frankenstein de Mary Shelley.